# Hermann von Krosigk
Hermann von Krosigk (* 19. März 1815 in Potsdam; † 29. April 1868 in Tübingen) war ein preußischer Generalmajor.

## Leben

### Herkunft
Hermann war Angehöriger der Adelsfamilie von Krosigk. Er war der älteste Sohn von Ludwig (Louis) von Krosigk (1781–1821), Kommandeur des I. Bataillons im 2. Schlesischen Infanterie-Regiments und dessen Ehefrau Bertha Luise, geborene von Brederlow (1794–1828). Sein ein Jahr jüngerer Bruder Eduard widmete sich der juristischen Karriere und wurde Regierungsrat. Hermanns jüngster Bruder war der spätere Generalleutnant Rudolf von Krosigk. Der Vater starb im 41. Lebensjahr an den Folgen einer in der Schlacht bei Montmirail erhaltenen Verwundung. Damals war Hermann sechs Jahre alt.

### Militärkarriere
Krosigk begann im Juni 1834 seine Militärkarriere im Garde-Dragoner-Regiment der Preußischen Armee. Im April 1835 war er Portepeefähnrich und im August desselben Jahres bereits aggregierter Sekondeleutnant, wobei er im Mai 1836 in das Regiment einrangiert wurde. Von Oktober 1830 bis Mai 1840 war er zur Lehreskadron kommandiert. 1845 avancierte er zum Premierleutnant, 1848 zum Rittmeister und Eskadronchef, 1856 zum Major auf. Er war seit April 1857 etatsmäßiger Stabsoffizier im 4. Dragoner-Regiment und seit Juni 1859 Kommandeur des 4. Landwehr-Dragoner-Regiments. Von dieser Funktion wurde er im November 1859 wider entbunden um im Mai 1860 Führer des 3. kombinierten Ulanen-Regiments zu werden. Im Juli 1860 stieg er zum Kommandeur des 11. Ulanen-Regiments auf und kommandierte anschließend vom 7. März 1863 bis zum 12. Mai 1866 das 8. Ulanen-Regiment. Seine Beförderung zum Oberstleutnant erhielt er im Oktober 1861 und wurde im März 1863 Kommandeur des Ulanen-Regiment Nr. 3. 1863 stieg er zum Oberst auf und erhielt im Januar 1865 des Roten Adlerorden III. Klasse mit Schleife. Unter Stellung à la suite dieses Regiments wurde Krosigk im Mai 1866 zum Kommandeur der 2. Landwehr-Kavallerie-Brigade ernannt, mit der er am Deutschen Krieg teilnahm. Nach dem Friedensschluss beauftragte man ihn kurzzeitig mit der Führung der 10. Kavallerie-Brigade in Posen. In dieser Stellung wurde Krosigk am 20. September 1866 zum Generalmajor befördert und am 3. November 1866 zum Kommandeur dieses Großverbandes ernannt. Krosigk verstarb in Ausübung seines Dienstes und wurde am 4. Mai 1868 auf dem Garnisonfriedhof Berlin-Hasenheide beigesetzt.

### Familie
Zu Neujahr 1842 heiratete Krosigk in Militsch Elisabeth (Betty) Freiin von Pallandt (1823–1884). Sie war die Tochter des späteren preußischen Generalmajors Johann von Pallandt (1789–1859). Aus der Ehe gingen folgende Kinder hervor:
- Bertha (1842–1844)
- Hans Dedo Ludwig (1844–1928), preußischer Major a. D. ⚭ 1872 Adelheid Dorothea Natalie Auguste Gräfin von Dohna (* 20. April 1851)
- Auguste Elisabeth (Else)[2] Margarete (* 21. November 1848; † 1905), Unterstützerin der Tobiasmühle Radeberg und der Epileptischen Anstalten Klein-Wachau[3]

⚭ 1867 Karl Friedrich von Steinmetz (1796–1877), preußischer Generalfeldmarschall
⚭ 1880 Karl von Brühl-Renard (1853–1923), Graf in Seifersdorf bei Radeberg, Legationssekretär a. D., Landtagsabgeordneter, Stifter der Tobiasmühle Radeberg 1889 und später der epileptischen Anstalten Klein-Wachau und Hausvorsteher bis zu seinem Tod
- Friedrich Eduard Rudolf (* 10. November 1852), Premierleutnant a. D., Pfleger in der Bodelschwingschen Anstalt in Bielefeld